# Microregione di Litoral Piauiense
Litoral Piauiense è una microregione del Piauí in Brasile, appartenente alla mesoregione di Norte Piauiense.
È una suddivisione creata puramente per fini statistici, pertanto non è un'entità politica o amministrativa.

## Comuni
È suddivisa in 14 comuni:
- Bom Princípio do Piauí
- Buriti dos Lopes
- Cajueiro da Praia
- Caraúbas do Piauí
- Caxingó
- Cocal
- Cocal dos Alves
- Ilha Grande
- Luís Correia
- Murici dos Portelas
- Parnaíba
- Piracuruca
- São João da Fronteira
- São José do Divino